# 日本昆蟲記
《日本昆蟲記》（日语： Nippon konchuki）是1963年11月16日上映的日本電影，由今村昌平執導。

## 劇情
今村昌平的這部電影是關於一個日本女人，出生於1918年在一個日本低階層家庭。這部影片詳細描述二十世紀中葉直到第二次世界大戰之時的日本生活型態。「昆蟲記」這標題是指摘一個昆蟲，重蹈覆轍, 如同一個無限循環。今村昌平用這個比喻來介紹一位日本婦女的生活，不停地想要改變她的貧窮生活。當她達到成年之時, 她從農村移到城市區域去尋找工廠工作機會，後來她被受僱為女傭.

## 外部連結
- 互联网电影数据库（IMDb）上《Nippon konchuki》的资料（英文）
- . 日本電影資料庫.   [2007-07-16]. （原始内容存档于2020-11-28） （日语）.